# آرثر مودي
آرثر مودي (بالإنجليزية: Arthur Moody)‏ هو نقابي وسياسي بريطاني (وحمل سابقاً جنسية المملكة المتحدة لبريطانيا العظمى وأيرلندا)، ولد في 6 يونيو 1891، وتوفي في 12 ديسمبر 1976. حزبياً، نشط في حزب العمال.

## مناصب
- في الانتخابات العامة في المملكة المتحدة 1945 [الإنجليزية]‏، انتخب عضو برلمان المملكة المتحدة الـ38 عن دائرة Liverpool Fairfield (UK Parliament constituency) [الإنجليزية]‏ (5 يوليو 1945 – 3 فبراير 1950).
- في الانتخابات العامة في المملكة المتحدة 1950 [الإنجليزية]‏، انتخب عضو برلمان المملكة المتحدة الـ39 عن دائرة Gateshead East (UK Parliament constituency) [الإنجليزية]‏ (23 فبراير 1950 – 5 أكتوبر 1951).
- في الانتخابات العامة في المملكة المتحدة 1951 [الإنجليزية]‏، انتخب عضو برلمان المملكة المتحدة الـ40 عن دائرة Gateshead East (UK Parliament constituency) [الإنجليزية]‏ (25 أكتوبر 1951 – 6 مايو 1955).
- في الانتخابات العامة في المملكة المتحدة 1955 [الإنجليزية]‏، انتخب عضو البرلمان الحادي والأربعين للمملكة المتحدة ‏ عن دائرة Gateshead East (UK Parliament constituency) [الإنجليزية]‏ (26 مايو 1955 – 18 سبتمبر 1959).
- في الانتخابات العامة في المملكة المتحدة 1959 [الإنجليزية]‏، انتخب عضو البرلمان الثاني والأربعون للمملكة المتحدة ‏ عن دائرة Gateshead East (UK Parliament constituency) [الإنجليزية]‏ (8 أكتوبر 1959 – 25 سبتمبر 1964).